# Consell Central de Letònia
El Consell Central de Letònia (en letó: Latvijas Centrālā Padome, LCP) va ser un moviment independentista de la resistència letona durant la Segona Guerra Mundial (1943-1945). El LCP va ser fundat per membres d'ex-alts polítics letons i tenia com a fi ser l'òrgan de govern de la postguerra. Les seves unitats militars eren una alternativa als partisans soviètics que també operaven a Letònia.
El Consell Central de Letònia va ser fundat el 13 d'agost de 1943, pels membres dels quatre partits polítics més grans letons, el Partit Socialdemòcrata Obrer Letó, Centre Democràtic, Unió d'Agricultors Letons i el partit Agricultors Cristians de Letònia, aquests van sobreviure al terror soviètic i es van esforçar per restaurar la República democràtica de Letònia. Konstantīns Čakste va ser escollit com el president amb el diputat Pauls Kalniņš  i Ludvigs Sēja com a secretari general. El Consell constava de set comissions per als sectors més importants, com ara la defensa, finances i afers exteriors.